# ウズロヴァヤ
座標: 北緯53度59分 東経38度10分 / 北緯53.983度 東経38.167度

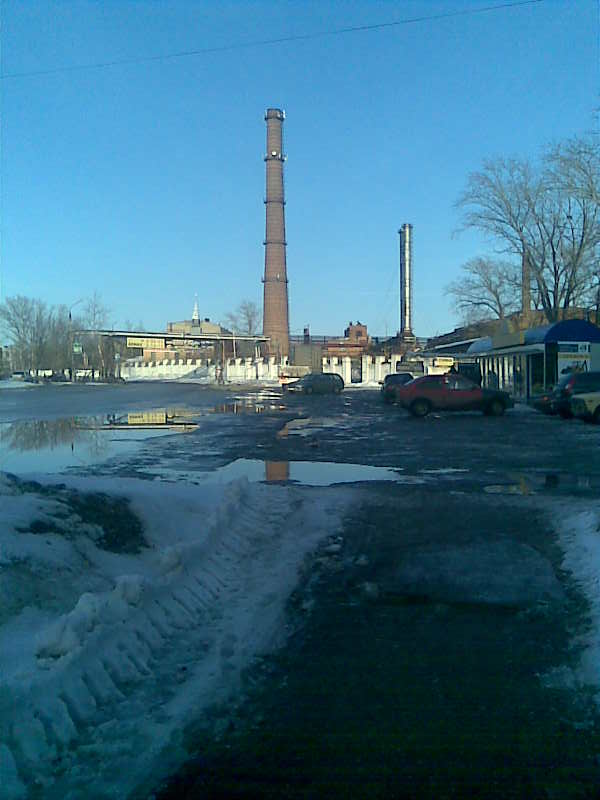

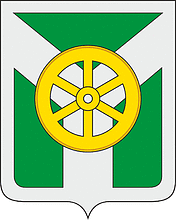
ウズロヴァヤの紋章

ウズロヴァヤ（ウズロヴァーヤ、ロシア語: Узлова́я、ラテン文字表記の例: Uzlovaya）は、ロシアのトゥーラ州にある都市。人口は4万9427人（2021年）。州都トゥーラから南東へ44km。ウズロフスキー地区の行政中心地でもある。周囲は褐炭採掘が盛んだった地域で、東にはノヴォモスコフスクやドンスコイやキモフスクなど炭鉱のあったの町がある。

## 歴史
この地はいわゆる「荒野」の北部にあたり、ステップからの遊牧民とスラブ系の農耕民族が衝突する場所であったため、近代まで人口は希薄であった。しかし18世紀末から開拓が行われ、褐炭などの資源も発見されるようになった。
1870年代に建設されたシズラニ＝ペンザ＝リャジスク＝トゥーラ＝ヴャジマ間の鉄道工事が町の始まりである。1873年にはフルシチョフスカヤ駅（Хрущёвская）がこの地に開業し、周りに集落ができた。ここからは北のモスクワ行きの支線が出ており、1930年代には南のドンバス炭田方面へも延伸している。
フルシチョフの集落は1877年に鉄道の結節点であることにちなみウズロヴァヤと改名された。1938年には市となり、炭鉱開発も進展した。1979年には、ウズロヴァヤの人口は周囲もあわせて12万人に達したが、炭鉱の衰退、化学工業による環境の悪化などで人口は減少した。

## 経済
現在は機械工業、化学工場、プラスチック工場、繊維工場など工場が集積している。近郊では農業が主産業となっている。褐炭採掘も盛んに行われていたが、1990年代以降は行われなくなった。
町のすぐ西を、モスクワからヴォロネジを経てロストフ・ナ・ドヌへ向かうM4幹線道路が通る。また、鉄道の交点として依然重要な町であり、長距離列車も止まる。